# Synagoge (Eldagsen)

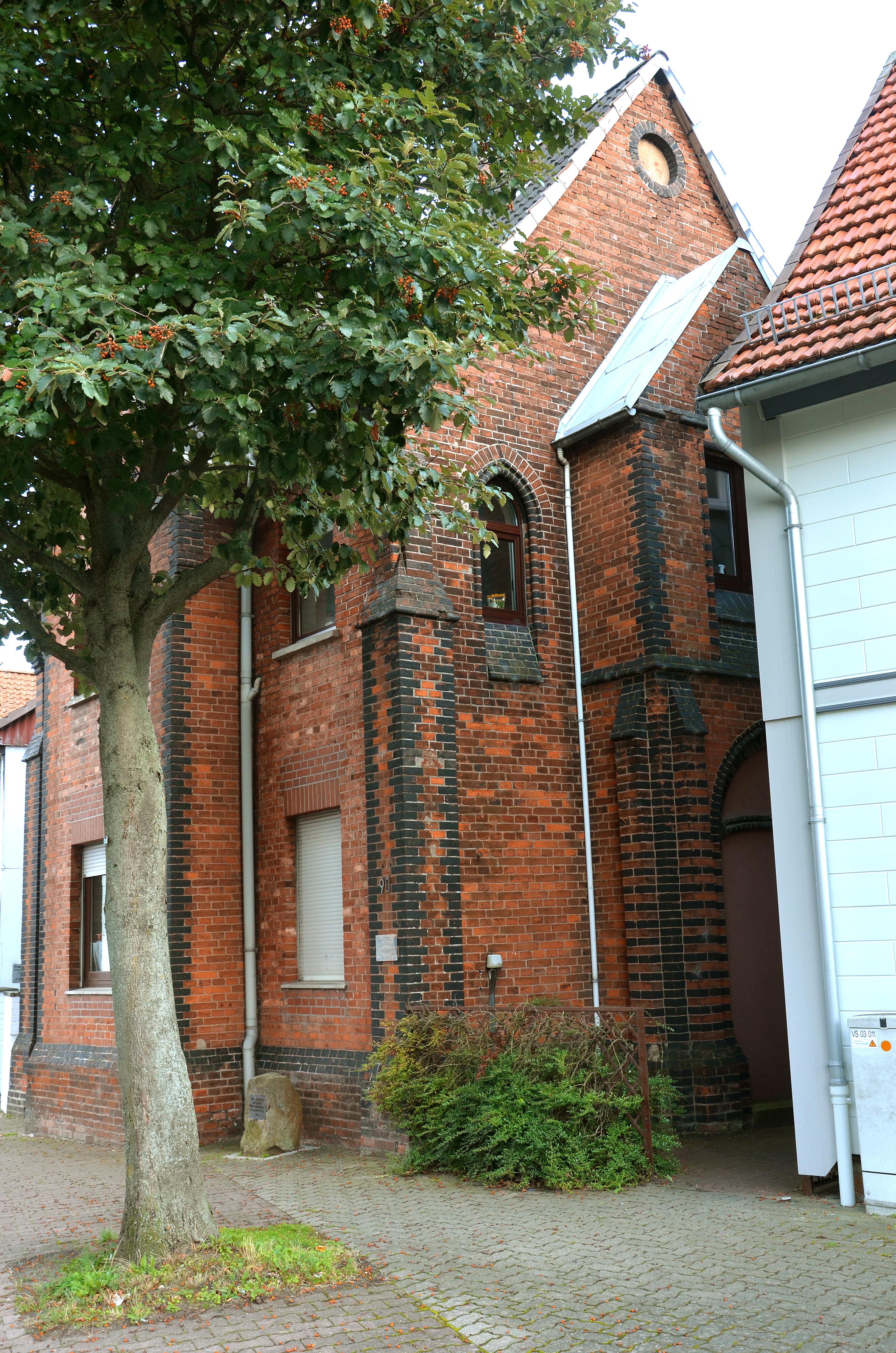
Die ehemalige Synagoge in Eldagsen, heute Lange Straße 90

Die profanierte Synagoge in Eldagsen war eine im 19. Jahrhundert errichtete und bis in die Zeit des Nationalsozialismus unterhaltene Synagoge der Jüdischen Gemeinde in der seinerzeit selbständigen Stadt Eldagsen. Standort ist die Lange Straße 90 in dem heute zu Springe zählenden Ortsteil in der Region Hannover.

## Geschichte

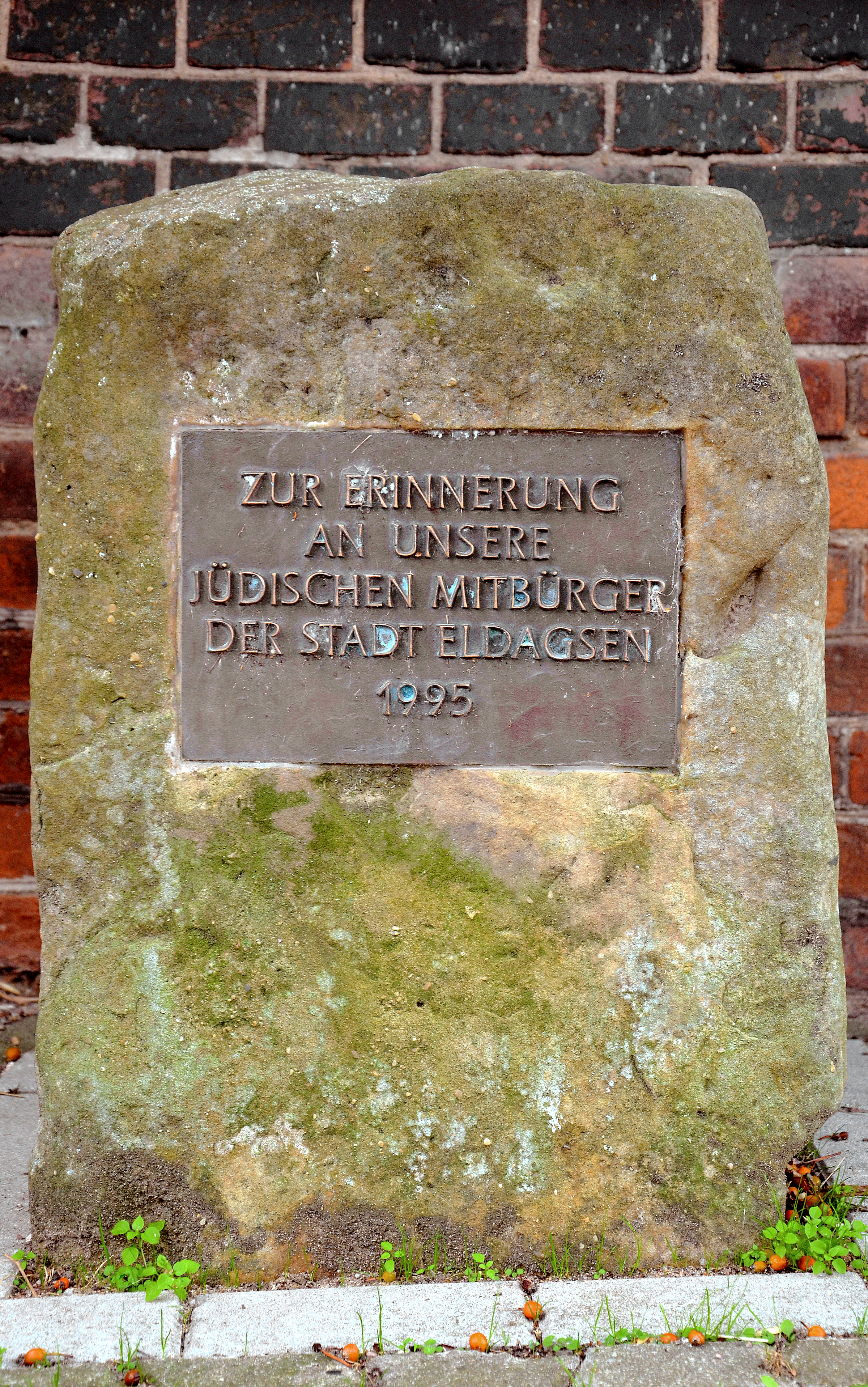
1995 datierter Gedenkstein „zur Erinnerung an unsere jüdischen Mitbürger“

Nachdem verschiedene Juden aus Eldagsen bereits im Jahr 1753 das Gelände für den dortigen Jüdischen Friedhof gekauft hatten, errichtete die Synagogengemeinde von Eldagsen mehr als 100 Jahre später ihr Gotteshaus bis zum Jahr 1867. Zwar war der Innenausbau seinerzeit noch nicht abgeschlossen, dennoch galt es bereits damals als „[...] eins der ansehnlichsten Gebäude der Langenstraße“. In dem Gebäude wurde auch ein Schulraum eingerichtet sowie eine Wohnung für den Lehrer bereitgestellt.
1910 stellten die Menschen jüdischen Glaubens mit 48 Personen oder rund 4 Prozent der Gesamtbevölkerung Eldagsens eine etwa gleich große Religionsgemeinschaft wie die der Katholiken.

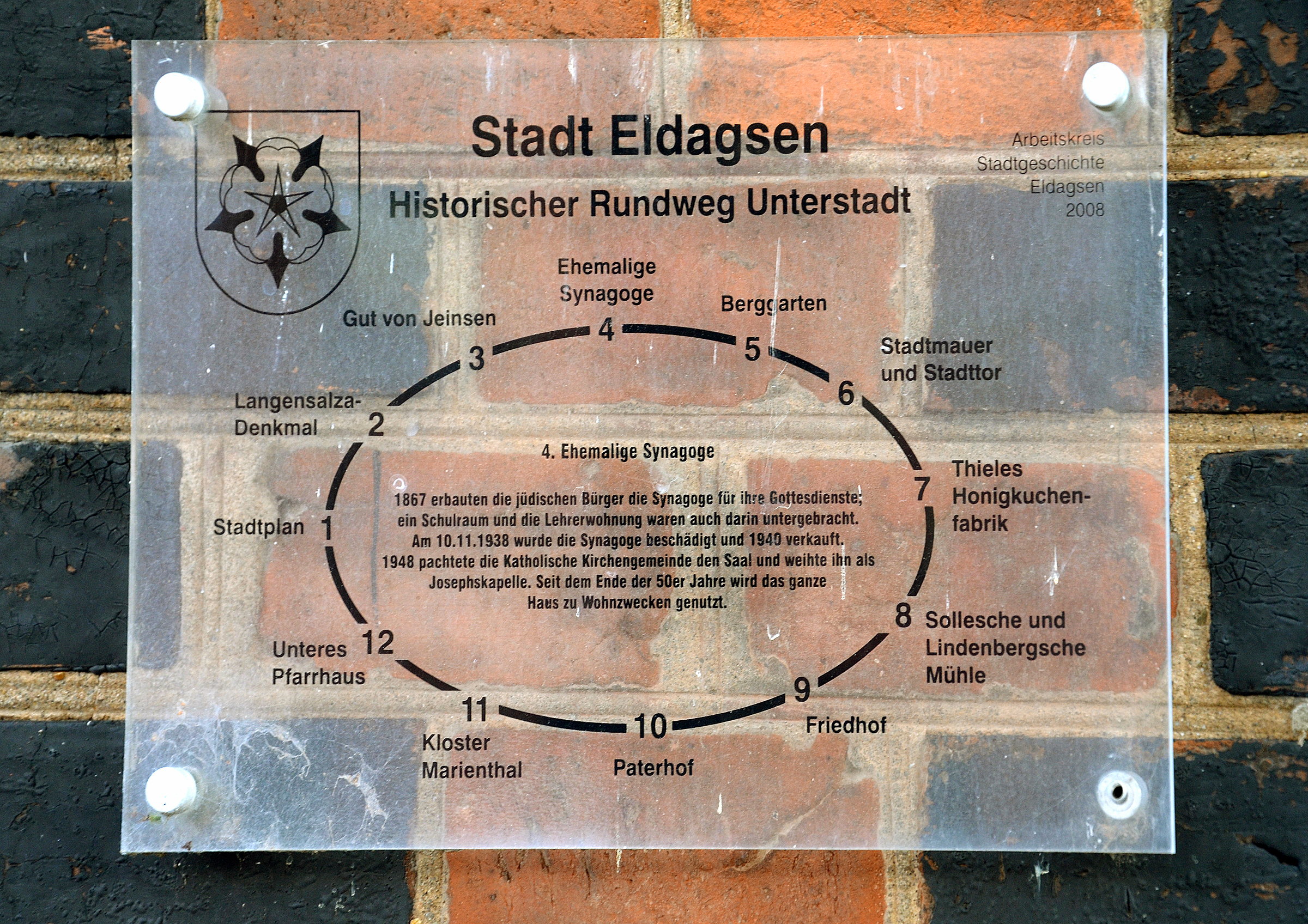
2008 datierte Informationstafel des Arbeitskreises Stadtgeschichte Eldagsen am Gebäude als Station 4 des Historischen Rundweges Unterstadt

Nach der Machtergreifung durch die Nationalsozialisten wurde die Synagoge während der Novemberpogrome am 10. November 1938 „beschädigt“ und im Jahr 1940 verkauft.
1948 pachtete die katholische Kirchengemeinde des Ortes die ehemalige Synagoge und weihte das Gebäude als Josephskapelle. Ende der 1950er Jahre wurde das gesamte Gebäude zum Wohnhaus umfunktioniert.
In dem 1985 erschienenen Band der Denkmaltopographie Bundesrepublik Deutschland für den südlichen Teil des ehemaligen Landkreises Hannover, für den auch eine Bestandsaufnahme für die Bausubstanz Eldagsens erfolgte, wurde die ehemalige Synagoge nicht berücksichtigt und nicht als Baudenkmal ausgewiesen. Allerdings zählt die Lage in der Unterstadt, ebenso wie das Gebiet der Oberstadt Eldagsens, zum „denkmalpflegerischen Interessengebiet“.
Seit 1995 findet sich ein auf dieses Jahr datierter Gedenkstein vor dem Wohnhaus mit der Inschrift: Zur Erinnerung an unsere jüdischen Mitbürger der Stadt Eldagsen.
Im Jahr 2008 wurde eine weitere Informationstafel an der ehemaligen Synagoge angebracht – als Station 4 eines vom Arbeitskreis Stadtgeschichte Eldagsen konzipierten Historischen Rundweg Unterstadt.